# タトラT6C5
タトラT6C5は、かつてチェコのプラハに存在したČKDタトラが1998年に製造した路面電車車両（タトラカー）。単行運転が可能な両運転台車両で1両のみ製造され、旧・西側諸国の代表国であったアメリカ合衆国で使用された経歴を有する。

## 概要・運用
制御方式にサイリスタチョッパ制御を導入したČKDタトラ製の路面電車車両であるタトラT6の中で、ループ線が終端に存在しない路線でも走行可能な両運転台車両として開発された形式。両側面の右側と中央部に乗降扉が設置され、運転台上部には空調装置が搭載されている。集電装置は製造当初からシングルアーム式パンタグラフを使用する。
1998年に製造された試作車1両はデモンストレーション走行も兼ねてアメリカ合衆国・ニューオーリンズの路面電車であるニューオーリンズ市電へ導入され、翌1999年から営業運転に使用された。将来的にはこの車両を基にした本格的なアメリカの路面電車市場への参入も視野に入れていたが、製造元のČKDタトラの経営状態が悪化した結果それらの計画は破棄され、T6C5についても同社が倒産した2000年にニューオーリンズからチェコ・プラハにあった工場へと返却され、以降は長期間に渡って留置されていた。
一方、ドイツ・ベルリン郊外の路面電車路線であるシュトラウスベルク鉄道では主力車両としてスロバキアのコシツェ市電から譲渡されたタトラKT8D5を使用していたが、同形式は定員数が多い3車体連接車であり利用客が少ない時間帯では輸送力が過剰となる事が課題であった。しかしシュトラウスベルク鉄道には終端に方向転換用のループ線が存在せず、ドイツの路面電車で主流となっている片運転台車両の導入は難しい状況だった。そこで購入が決定したのが、1両でも運転が可能な両運転台車両であるT6C5であった。標準軌（1,435 mm）用の台車に交換した上でプラハ市電で実施された試運転を経て、2003年以降同鉄道の営業運転に使用されている。